# Mother's Milk
Mother's Milk er et album fra 1989 udgivet af rockgruppen Red Hot Chili Peppers, 1 år efter guitaristen Hillel Slovaks død. Pladen er dedikeret til Slovak.
Med John Frusciante og Chad Smith på hhv. guitar og trommer blev albummet en stor succes.
Nummeret Knock Me Down var til ære for Slovak.